# Jack's Bay
Jack's Bay es un pequeño asentamiento en The Catlins, un área dentro de Southland, en la Isla Sur de Nueva Zelanda. Se encuentra a seis kilómetros al suroeste de Owaka, cerca de la desembocadura del Río Catlins. Es un lugar turístico, cuya población fluctúa durante las épocas de vacaciones. Cerca de la localidad existe un géiser marino de 55 metros de profundidad, abierto con el desplome del techo de una cueva. El agujero se encuentra a 100 metros del mar.     
La bahía, el géiser y la cercana isla Tuhawaiki (a veces llamada Jack's Island) reciben el nombre en honor a Hone Tuhawaiki (también conocido como Jack el Sangriento), un jefe de los Ngāi Tahu. 
- Datos: Q6110835